# Cantonul Houilles
Cantonul Houilles este un canton din arondismentul Saint-Germain-en-Laye, departamentul Yvelines, regiunea Île-de-France , Franța.

## Comune
- Carrières-sur-Seine
- Houilles (reședință)